# Callion
Callion is een spookdorp in de regio Goldfields-Esperance in West-Australië. De plaats maakt deel uit van het lokale bestuursgebied (LGA) Shire of Menzies.

## Geschiedenis
Ten tijde van de Europese kolonisatie vormde de streek het grensgebied tussen de leefgebieden van de Kalamaia-, Ngurlu- en Maduwongga-Aborigines.
In 1895 registreerden James Speakman, Cooke en Lukin de 'Speakman Lease' na de vondst van goud. Zes maanden later noteerde het bedrijf 'Speakman Mount Callion Company' op de Londense beurs.
Oorspronkelijk gekend als 'Speakman's Find' werd het dorp Callion in 1897 officieel gesticht. Volgens sommige bronnen werd het dorp naar een andere goudzoeker vernoemd. Volgens een andere bron is de dorpsnaam afgeleid van een Aborigineswoord voor kwarts.
Er was in Callion enkele jaren een hotel in bedrijf maar al wat van het dorp nog rest zijn een paar graven.
Van 1899 tot 1956 werd meer dan 2.000 kilogram goud op de Callion-goudveld gewonnen. In de late jaren 1980 ontwikkelde 'Byrnecut Mining' er een dagbouwmijn en produceerde bijkomend bijna 400 kilogram goud.
In 2019 kreeg het bedrijf 'Ora Banda Mining' de goudmijn in handen. Het bedrijf hoopt er meer dan 3.000 kilogram goud te produceren.

## Ligging
Callion ligt 788 kilometer ten oostnoordoosten van de West-Australische hoofdstad Perth, 147 kilometer ten noordwesten van het aan de Goldfields Highway gelegen Kalgoorlie en 60 kilometer ten zuidwesten van Menzies, de hoofdplaats van het lokale bestuursgebied waarvan het deel uitmaakt.
Er ligt een startbaan, 'Callion Airport' (ICAO: YCAI).

## Klimaat
Callion kent een warm steppeklimaat, BSh volgens de klimaatclassificatie van Köppen.